# Köpenicks slott
Köpenicks slott, tyska: Schloss Köpenick, är ett barockslott i Berlin, beläget i stadsdelen Köpenicks historiska innerstad. Slottet är idag lokaler för det delstatliga Kunstgewerbemuseums filial för inredning och konsthantverk från renässans, barock och rokoko.

## Läge
Slottet omges av en park och ligger på en ö i floden Dahme, nära dess mynning i Spree. Slottsön förbinds med Köpenicks historiska stadskärna med en bro över en vallgrav. Strax norr om slottet ligger Lange Brücke över Dahme som förbinder Köpenicks centrum med andra stadsdelar och med en landsväg mot centrala Berlin.

## Historia

### Förhistoria och medeltida borg
Köpenicks slottsö är en av de tidigaste bebodda platserna i nuvarande Berlin, tillsammans med Spandau och Berlins medeltida stadskärna. Under 700-talet och 800-talet uppfördes här en slavisk borganläggning, tillhörande sprevanerna. Den slaviska fursten Jaxa av Köpenick regerade regionen från Köpenicks borg i mitten av 1100-talet. Den ursprungliga borgen byggdes om flera gånger under medeltiden och utvecklades till en kvadratisk borg under senare medeltid. De slaviska invånarna i Köpenick fick i samband med etableringen av tyska bosättare istället slå sig ned i den stadsdel som idag kallas Kietz i innerstadens östra utkant. Under tidigt 1200-tal låg regionen under huset Wettins och markgrevskapet Lausitz' kontroll, under markgreve Henrik III av Meissen. Omkring 1245 erövrades området av huset Askanien i samband med Teltowkriget, så att Köpenick införlivades med markgrevskapet Brandenburg under markgrevarna Johan I och Otto III.

### Renässansslott

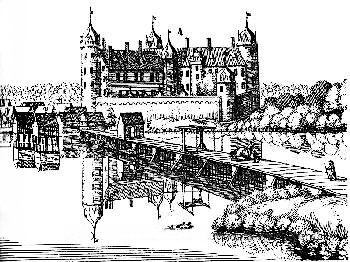
Renässansslottet avbildat på ett kopparstick av Matthäus Merian den yngre omkring 1652.

Omkring 1550 revs den medeltida borgen. Kurfurst Joakim II av Brandenburg lät 1558 istället påbörja uppförandet av ett jaktslott i renässansstil. Det gavs två bostadsflyglar och två försvarsmurar omkring en kvadratisk innergård. Slottet ritades troligen av hovarkitekten Wilhelm Zacharias och bevarade dokument antyder att slottet till storlek och försvarsstyrka var avsevärt starkare än det bevarade Jagdschloss Grunewald som uppfördes vid samma tid. Joakim II avled i närheten av slottet i samband med en jaktutflykt 1571.
1631 användes slottet av Gustav II Adolf och den svenska armén som högkvarter. Härifrån försökte han påverka sin svåger, kurfurst Georg Vilhelm av Brandenburg, att aktivt träda in på den svenska sidan i Trettioåriga kriget, men trots ett personligt möte i närheten av slottet blev förhandlingarna resultatlösa.

### Barockslott

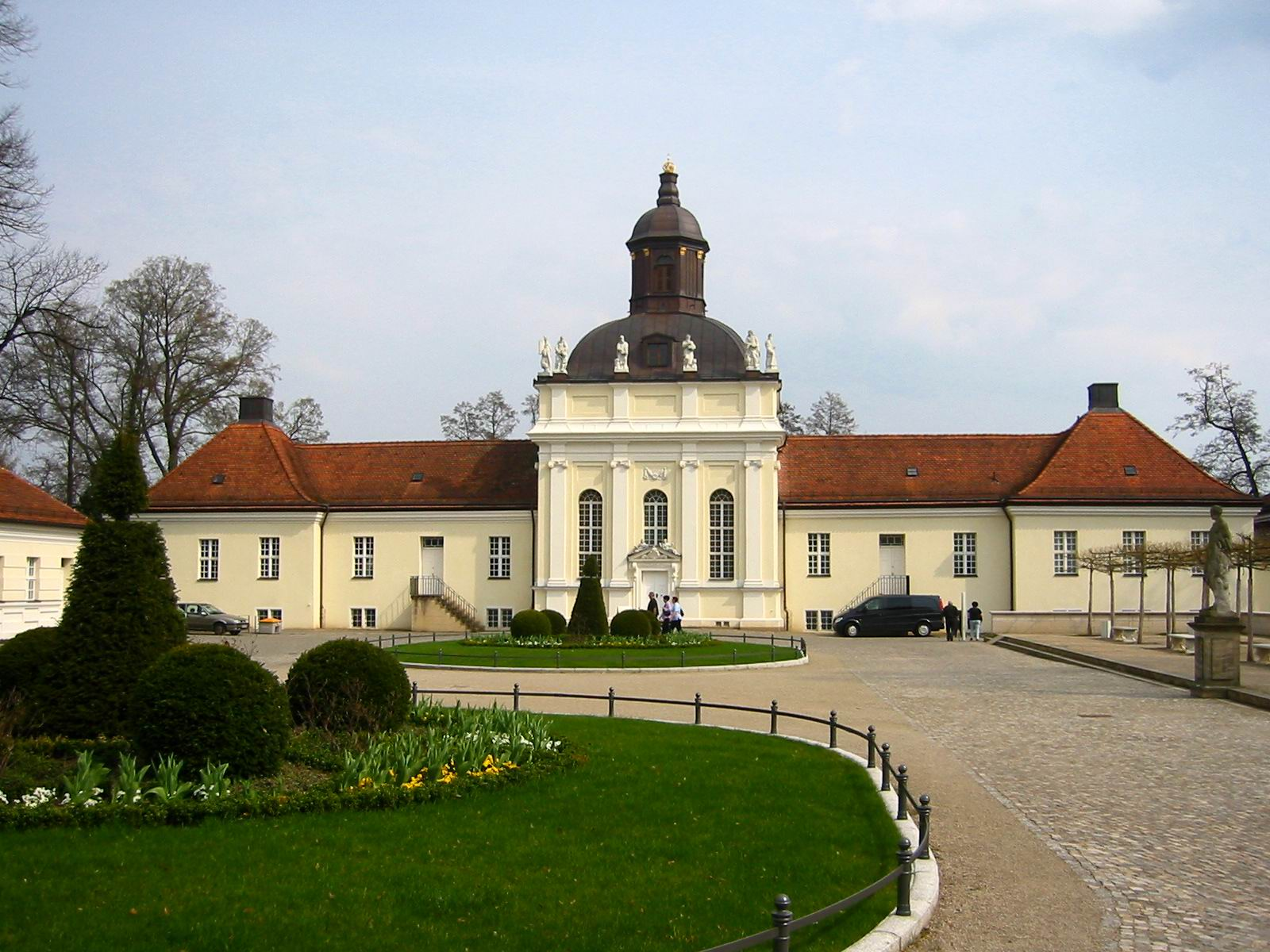
Östra annexbyggnaden med slottskyrkan, ritad av Johann Arnold Nering.

Under kurprins Fredrik, som sedermera blev kurfurst Fredrik III och kung Fredrik I av Preussen, påbörjades en större utbyggnad av slottet från 1677. Arkitekt var Rutger von Langerfeld, en nederländare från Nijmegen. Den norra paviljongen uppfördes 1679–1682. Langerfelds efterföljare som arkitekt blev Johann Arnold Nering, som 1682 uppförde portalen till innergården och 1684 påbörjade uppförandet av annexbyggnaden med den reformerta slottskyrkan (invigd 6 januari 1685). Fredrik kom senare att bo på slottet med sin gemål Elisabeth Henrietta av Hessen-Kassel, som ska ha tagit initiativet till uppförandet av kyrkan. Utformningen av slottets vapensal orsakade 1682 en skandal vid det preussiska hovet, då kurprinsens val av vapensköldar som dekoration gjorde tydligt att han gjorde anspråk på hela faderns, kurfurst Fredrik Vilhelms, odelade arv, i motsats till dennes önskemål i testamentet.
Under följande år planerades en ytterligare utvidgning till en treflyglig slottsanläggning. Den norra paviljongen utökades med ett mittparti och en sydlig paviljong uppfördes. Slottet fick därmed sin huvudsakliga nuvarande utformning under åren fram till 1690.
Under åren 1693–1695 byggdes huvudbyggnaden om ytterligare, men planen på en utökning till tre flyglar skrinlades.
25 oktober 1730 hölls på slottet krigsrätt mot den dåvarande kronprins Fredrik av Preussen och dennes vän Hans Hermann von Katte, som stod åtalade för desertering. Rätten förklarade sig för obehörig att döma kronprinsen, men dömde Katte till livstids fästningsstraff. Kung Fredrik Vilhelm I kom dock att förkasta domen och vid en andra förhandling 30 oktober dömde rätten Katte genom kunglig befallning till dödsstraff, som senare verkställdes vid Küstrins fästning i kronprinsens åsyn.
1749–1782 var slottet änkesäte för prinsessan Henrietta Maria av Brandenburg-Schwedt.
1750 murades arkaderna igen. Porthusen uppfördes 1804–1806. 1824–1846 användes slottsön som tågdepå för Preussens armé, då slottsparken användes som plats för en depå med ammunitionsvagnar. Läget på slottsön var gynnsamt med avseende på stöldrisken. Slottsbyggnaden användes 1830–1848 som fängelse för politiska fångar.
1851–1926 användes slottet som lärarseminarium.
1884 köptes spisen och panelleringen från ett utsmyckat rum i det schweiziska slottet Haldenstein till det tyska konsthantverksmuseet, och sedermera kom de att byggas in i Köpenicks slott.

### I modern tid
Slottet användes som inkvartering för deltagare i samband med Olympiska sommarspelen 1936.
1938 genomfördes under Wilhelm Unverzagt en större arkeologisk utgrävning vid slottet då grunden frilades. År 1963 inrättades här Östberlins konsthantverksmuseum, så att slottet för första gången blev tillgängligt som museum för allmänheten. Efter Tysklands återförening kom slottet 1994 att genomgå omfattande renoveringsarbeten, då även äldre byggnadsdelar lades i dagen. Efter att renoveringsarbetena avslutats återöppnades slottet 27 maj 2004 som del av Berlins delstatsmuseers konsthantverksmuseum, som filial till Kunstgewerbemuseum vid Kulturforum nära Potsdamer Platz.
Den permanenta utställningen visar inredningskonst från renässans, barock och rokoko, från 1500-talet till 1700-talet, och omfattar tre våningar och 21 rum. I anslutning till slottskyrkan inhyser den östra annexbyggnaden idag en restaurang.